# Ферич, Дуро
Дуро (Юрий) Ферич известный, как Гвозденица (хорв. Đuro Gvozdenica Ferić, лат. Georgius Ferrich;  5 июня 1739 Дубровник - 13 марта 1820, Дубровник) — далматинский хорватский поэт и писатель, переводчик, иезуит, генеральный викарий.

## Биография
Окончил иезуитский колледж в Лорето, в Италии. После возвращения в родной город, занимал различные церковные должности, преподавал в школе.

## Творчество
Литературную деятельность начал уже в зрелом возрасте пересказом на хорватском языке псалмов (1791).
Писал преимущественно на латыни; по-хорватски написал несколько стихотворений, главным образом переводных, таких как, «Fedra pričice Ezopove u pjesni slovinske prinesene» — стихотворный перевод басен Эзопа (1813).
Из его латинских произведений главные: «Epistola ad Julium Bajamontium Spalatensem» (Дубровник, 1790); «Fabulae ab Ιllyricis adagiis desumptae» (1794) — басни по образцу «Федра», переведенные им также и на хорватский язык; «De Slavicae gentis antiquitatibus» (1798). В баснях, созданных на базе иллирийского фольклора, показал свой живой интерес к маргинальному литературному жанра и устному народному творчеству
В духе панславизма создал несколько стихотворений на латыни, обращая внимание читателя на богатство устной народной поэзии, считая её национальным достоянием хорватов.
Интересовался южнославянской лиро-эпикой («Poslanica Bajamontiju», 1799). В дидактическом эпическом описании побережья Дубровника «Opis dubrovačke obale» («Periegesis orae Rhacusanae», 1803) привёл большое количество географических и исторических данных, предлагаемых к физиократической интерпретации экономической ситуации в республике.
Обширная рукопись его наследия включает в себя пересказы, переводы, эпиграммы, элегии, исторические эпопеи, песни, переписку.
Собрал коллекцию стихотворений в честь поэтов Рагузы, писавших на иллирийском языке, таких как Динко Златарич (перевод из Софокла) и Ивана Гундулича (барочный эпос «Осман»).
Ферич — поэт и писатель, создававший свои произведения на рубеже эпох: с одной стороны, прочно укоренившегося классицизма, языком и жанрами характерными для античности; с другой стороны, его тематические интересы соответствовали европейской открытости в ожидании хорватского национального возрождения.